# Felül semmi
A Felül semmi (eredeti cím: Calendar Girls) 2003-ban bemutatott brit filmvígjáték-dráma, melyet Nigel Cole rendezett. A megtörtént esetet feldolgozó forgatókönyvet Tim Firth és Juliette Towhidi írta. A főbb szerepekben Helen Mirren, Julie Walters, Linda Bassett, Annette Crosbie, Celia Imrie, Penelope Wilton, Geraldine James, Harriet Thorpe és Philip Glenister látható.
Világpremierje 2003. augusztus 9-én volt a Locarnói Nemzetközi Filmfesztiválon. A brit mozikban 2003. szeptember 2-án debütált. Összességében pozitív kritikákat kapott és bevételi szempontból is sikeres lett: 10 millió dolláros költségvetés mellett 93,4 millió dollárt termelt. Mirrent alakításáért Golden Globe-díjra jelölték, mint legjobb komikus női főszereplőt.

## Cselekmény
Annie Clarke és Chris Harper idősödő nők, a Yorkshire-i Knapely nevű faluban élnek, ahol szabadidejük egy részét a helyi nőegylet gyűlésein töltik. Annie férjét, Johnt leukémiával diagnosztizálják és hamarosan bele is hal a betegségbe. Chris gyakran meglátogatja őket a kórházban, de a várótermi kanapét felettébb kényelmetlennek találja. Amikor egy szerelőműhelyben meglát egy pucér nők fotóit tartalmazó falinaptárat, rendhagyó ötlete támad: saját naptárat szeretne készíteni és az eladásból befolyt összeget jótékonysági célra fordítani. A naptár fotóin a nőegylet tagjai lennének láthatók, mindennapi tevékenységeik közben, mint például a sütés vagy a kötögetés – de teljesen meztelenül.
Bár a többiek eleinte szkeptikusan fogadják ötletét, kilenc nő beleegyezik a dologba. Egy Lawrence nevű amatőr fotóssal elkészíttetik a képeket, és bár eleinte mindannyian szégyenlősek, idővel sikerül túllépniük gátlásaikon. A nőegylet helyi vezetője azonban nem hajlandó jóváhagyni ötletüket, így Chris és Annie az országos szervezet gyűlése elé viszi a dolgot. Ott közlik velük, hogy a végső döntés a helyi vezetőé, aki vonakodva engedélyt ad a naptárak árusítására.
Az 500 példányszámban kiadott naptárat hamar elkapkodják a vásárlók és a jelenség országos médiavisszhangot kelt.

## Szereplők
| Szerep                       | Színész           | Magyar hang        |
| ---------------------------- | ----------------- | ------------------ |
| Chris Harper                 | Helen Mirren      | Szirtes Ági        |
| Annie Clarke                 | Julie Walters     | Igó Éva            |
| Cora                         | Linda Bassett     | Borbás Gabi        |
| Jessie                       | Annette Crosbie   | Szabó Éva          |
| Celia                        | Celia Imrie       | Frajt Edit         |
| Ruth Reynoldson              | Penelope Wilton   | Pálos Zsuzsa       |
| Marie                        | Geraldine James   | Andresz Kati       |
| Lawrence Sertain             | Philip Glenister  | Karácsonyi Zoltán  |
| Rod Harper, Chris férje      | Ciarán Hinds      | Dózsa László       |
| John Clarke, Annie férje     | John Alderton     | Körtvélyessy Zsolt |
| Eddie Reynoldson, Ruth férje | George Costigan   | Várkonyi András    |
| Jem Harper, Chris és Rod fia | John-Paul Macleod | Simonyi Balázs     |

## Fordítás
- Ez a szócikk részben vagy egészben  a   Calendar Girls című angol Wikipédia-szócikk ezen változatának fordításán alapul.  Az eredeti cikk szerkesztőit annak laptörténete sorolja fel. Ez a jelzés csupán a megfogalmazás eredetét és a szerzői jogokat jelzi, nem szolgál a cikkben szereplő információk forrásmegjelöléseként.